# Kokas Ignác

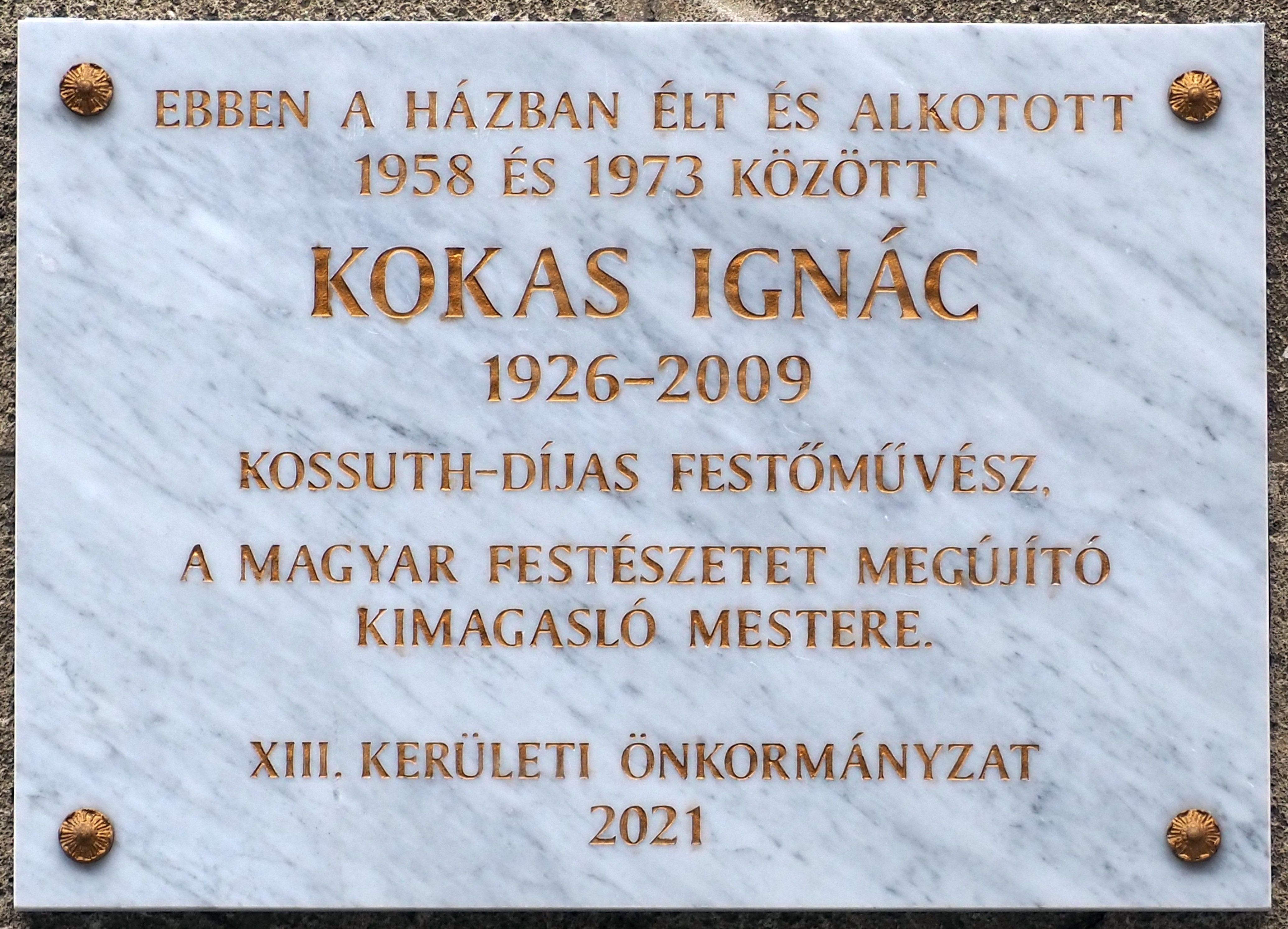
Emléktáblája az angyalföldi „művészház” falán, ahol 1958–73 között élt és dolgozott.(Budapest XIII. kerülete, Máglya köz 3.)

Kokas Ignác (Vál, 1926. március 4. – Vál, 2009. november 11.) Kossuth-díjas magyar festő. A gesztusfestészet kiváló hazai képviselője. A Magyar Művészeti Akadémia tagja 1992-től haláláig.

## Életpályája
Gyermekéveit szülőföldjén, a Váli-völgy közepén, Fejér megyében töltötte, talán innen származik különös természetszeretete, tiszteli a földet, a vizet, a fákat, a madarakat, az elhagyott épületeket és kőbányákat, szereti a napot, benne a természet erejét, tisztelettel tekint a küzdőkre, az életért harcolókra, a győzelemért megszenvedőkre.
Édesapja asztalosmester volt, Kokas Ignác is asztalosnak tanult, de már korántól érdekelte a festés és a rajzolás. Magánúton elvégezte a 4 polgárit, s 1947-ben bekerült a budapesti Dési Huber Népi Kollégiumba, itt jó barátja lett Nagy Lászlónak, aki ebben az időben szintén a Képzőművészeti Főiskolán tanult. Korábbi rajztanára tanácsára minden előképzettség nélkül a Képzőművészeti Főiskolára jelentkezett, és fel is vették.
1952-ben végezte el a Képzőművészeti Főiskolát. A főiskolán a konstruktivista Kmetty János és a posztnagybányai Bernáth Aurél voltak a mesterei. Kmettytől a geometriai formák tiszteletét, Bernáth Auréltól a szabadban festés szeretetét tanulta meg. Hamar nemet mondott azonban a „kockarajznak”, inkább amolyan „rongyos” festő lett, a hangulatok és színek megörökítője ég és föld között, ami azt jelenti, hogy festői foltokból építkezik, műveit nem konstruktivista szabályszerűség határozza meg.
Diplomamunkája 1952-ben Az asztalos című kép volt, amelyet édesapjáról mintázott. A kép nagy sikert aratott, megvásárolta a Magyar Nemzeti Galéria. Sokat festett a szabadban, a festést mindig élvezte, akvarelleket is készített. Nagy kihívást jelentett számára, hogy murális feladatokat kapott megbízásból, így készültek  el az oroszlányi és a székesfehérvári sgraffitók, a győri murális megbízatást végül visszaadta, maradt „rongyos" festő. A test-lélek-környezet harmóniájának megformálására erősen vágyódott, e tekintetben Csontváry Kosztka Tivadar festészete volt rá legnagyobb hatással.
Az 1960-as évek közepén kezdte festeni ún. zöld képeit, e „zöld korszaka” három évig tartott, majd 1969-től minden évben néhány hónapot Ginza-pusztán töltött (elhagyatott uradalom volt Alcsút mellett), s ekkor kezdődött el „Ginza korszaka”.  Itt festette teljesen egyéni stílusú képeit az alakos és a non-figuratív ábrázolás határán, kiváló kompozícióteremtő képességgel és erőteljes kolorittal, egyetemes emberi mondanivalókkal.
1973-1983-ban a Magyar Képzőművészeti Főiskolán tanított, számos jeles tanítványa volt, köztük El Kazovszkij, Fehér László, Lábass Endre.
Vál díszpolgára volt. Utolsó éveiben sokat betegeskedett, majd 2009. november 11-én reggel halt meg Válon, 84 évesen.

## Ars poétikája
„Kokas Ignác arra törekszik, hogy művészetének eszközeivel témájáról mindent elmondjon, ami lényeges, mégpedig úgy, hogy a festménnyel kifejezze művészetének végső mondanivalóját: az élet nehéz, de szép.”  (Chikán Bálint)

## Művei (válogatás)
- 1952 Az asztalos (édesapjáról mintázta) (Magyar Nemzeti Galéria, Budapest)
- 1956 A bányász (MNG)
- 1968 Elhagyom a falum (farost, olajtempera, 220 x 285 cm; Kiscelli Múzeum)
- 1971 Néma ház (farost, olajtempera, 50 x 105 cm; MNG)
- 1971 Ginza hídja (farost, plextol, 50 x 80 cm; magántulajdonban)
- 1971 Vergődés (farost, plextol, 50 x 80 cm; magántulajdonban)
- 1972 Liturgikus táj (farost, plextol 107.5 x 85 cm; magántulajdonban)
- 1975 Búcsú Ginzától (farost, olajtempera, 50 x 80 cm; magántulajdonban)
- 1975 Kapualj (farost, olajtempera, 50 x 80 cm; magántulajdonban)
- 1976 Tavaszi táj madarakkal (farost, olajtempera, 50 x 80 cm; magántulajdonban)
- 1976 Zsombékos táj (farost, olajtempera, 50 x 80 cm; magántulajdonban)
- 1976 Az űrhajós (MNG)
- 1977 Kicsi lámpás (farost, olajtempera, 50 x 80 cm; magántulajdonban)
- 1977 Romos táj (farost, olajtempera, 60 x 80 cm; magántulajdonban)
- 1978 Csapda (farost, olajtempera, 128 x 86 cm; magántulajdonban)
- 1980 Ívek és pillérek
- 1981 A mélység vonzása (olajtempera, farost, 75 x 75 cm; magántulajdonban)
- 1983 Présház az Anna-hegyi keresztnél (farost, olajtempera, 60 x 80 cm; magántulajdonban)
- 1983 November (farost, olajtempera, 50 x 70 cm; magántulajdonban)
- 1985 Ősz Ginza-pusztán (farost, olajtempera, 60 x 100 cm; magántulajdonban)
- 1985 Zúzmarás táj (farost, olajtempera, 60 x 80 cm; magántulajdonban)
- 1988 Árnyalakok Ginzán (farost, olajtempera, 50 x 80 cm; magántulajdonban)
- 1989 Kora őszi táj (farost, plextol, 70 x 106 cm; magántulajdonban)
- 1991 Ég és föld között
- 1992 Aranykapu (farost, plextol, 80 x 136,5 cm; magántulajdonban)
- 1992 Titok
- 1992 A temető is múlandó (papír, akril, plextol, 40 x 55 cm; magántulajdonban)
- 1992 Meghitt pillanat (farost, plextol, 40 x 30 cm; magántulajdonban)
- 1993 Elszáll a madár (farost, plextol, 75 x 92 cm; magántulajdonban)
- 1993 A megrepedt híd (farost, plextol, 46 x 32 cm; magántulajdonban)
- 1993 Arc nélkül (farost, plextol, 46 x 32 cm; magántulajdonban)
- 1994 A 100 éves présház ablaka (farost, plextol, 41 x 56 cm; magántulajdonban)
- 1995 Alkonyatkor (farost, plextol, 60 x 80 cm; magántulajdonban)
- 1995 Belső kert kapuja (farost, plextol, 70 x 98 cm; magántulajdonban)
- 1995 Kismadár (farost, akril, 18 x 16 cm; magántulajdonban)
- 1996 Égi küszöb (farost, plexol, 71.5 x 89 cm; magántulajdonban)
- 1996 Nyitott ablak éjszaka (farost, plextol, 49 x 68 cm; magántulajdonban)
- 1996 Hajnali derengés (farost, plextol, 32 x 45.5 cm; magántulajdonban)
- 1997 Hullámok vagy felhők (farost, plextol, 43,5 x 47 cm; magántulajdonban)
- 1999 Sétáló madár
- 2000 Éjszaka születése
- 2000 Teremtés utáni valahányban
- 2003 Csöndesen alkonyodik (farost, plextol, 81 x 130 cm; magántulajdonban)
- 2004 A kis alkonyati kép (farost, akril, 52 x 62 cm; magántulajdonban)
- 2004 Látjátok, feleim (papír, akril, 60 x 42; magántulajdonban)
- 2004 Tél után (papír, akril 41 x 60 cm; magántulajdonban)
- 2004 Viruló enyészet (farost, plextol, 73 x 55 cm; magántulajdonban)[3]

## Társasági tagság
- Magyar Képzőművészek és Iparművészek Szövetsége Festő Szakosztály
- Magyar Művészeti Akadémia

## Díjak (válogatás)
- Derkovits Gyula képzőművészeti ösztöndíj 1950-es évek
- Munkácsy Mihály-díj 1956, 1966
- Egry-díj 1964
- Szegedi Nyári Tárlat díja 1965
- Egri Akvarell Biennálé nagydíja 1968
- Érdemes művész 1971
- Salgótarjáni Tavaszi Tárlat nagydíja 1977
- Kiváló művész 1978
- Debreceni Nyári Tárlat nagydíja 1978
- Kossuth-díj 1983
- MAOE alkotói díj 1997
- Prima Primissima díj Prima fokozata 2004
- Hazám-díj 2006